# Saab 9-1
De Saab 9-1 was een voor 2014 geplande auto van Saab Automobile. Het model had moeten concurreren met de BMW 1-serie en de Volvo C30.
Behalve dat het de opvolger zou worden van de Saab 9-2X die in Noord-Amerika wordt verkocht en dat de 9-1 wereldwijd zou worden verkocht en dat de basis waarschijnlijk afkomstig zou zijn van de Opel Astra, was er nog weinig bekend over dit nieuwe model. Vanaf 2006 werd er druk gewerkt aan het ontwerp van deze auto die kenmerken zou moeten krijgen van de Saab aero-X-conceptcar.
Vroegere modellen:
92001 · 
92 · 
93 · 
Sonnett I · 
95 · 
96 · 
Sonnett II · 
Sonnett III · 
99 · 
90 · 
600 · 
900 · 
9000 · 
9-3 · 
9-5 ·
9-4X · 
9-7X
Voormalig geplande modellen:
9-1/9-2 · 
9-6X
Conceptmodellen:
Aero-X · 
9-X